# Seongho saeseol
Le Sŏngho saesŏl (성호사설) est une encyclopédie coréenne publiée par Yi Ik en 1790. Elle est influencée par les écrits occidentaux introduits en Chine par des missionnaires comme Adam Schall et de Matteo Ricci, et introduits en Corée par le père de Yi Ik.Ce travail va influencer l'approche de plusieurs lettrés au sein de l'école Silhak.

## Sources
1. ↑  (en) James Huntley Grayson, Early Buddhism and Christianity in Korea: A Study in the Emplantation, Brill Academic Pub, décembre 1985, 164 p. (ISBN 978-9004074828, lire en ligne), p. 67-68